# لامیوودین
لامیوودین (به انگلیسی: Lamivudine)
رده درمانی: آنالوگ نوکلئوزید
اشکال دارویی: قرص

## موارد مصرف
لامیوودین درمان خوراکی مناسبی برای درمان هپاتیت ب مزمن است و اخیراً نیز در درمان ایدز به کار می‌رود.

## مکانیسم اثر
لامیوودین آنالوگ نوکلئوزید سیتیدین است و آنزیم ترانس کریپتاز معکوس ویروس‌ها را مهار می‌کند.

## عوارض جانبی
لامیوودین عوارض جانبی کمی دارد ولی به سرعت ویروس هپاتیت B نسبت به آن مقاوم می‌شود.